# Marc Bergère
Pour les articles homonymes, voir Bergère.
Marc Bergère est un historien français, spécialiste de l'Épuration en France.
Né en 1963, il réalise sa thèse à l'Université de Rennes 2 sous la direction de Jacqueline Sainclivier, sur l'Epuration en Maine-et-Loire.
Il est actuellement maître de conférences en histoire contemporaine à l'Université de Rennes 2.

## Publications

### Ouvrages
- Une société en épuration. Epuration vécue et perçue en Maine-et-Loire, de la Libération au début des années 50, Presses universitaires de Rennes, 2004.
- Le Maine et Loire aux XIXe et XXe siècles avec Jean Luc Marais, Picard, 2009.
- Vichy au Canada : l'exil québécois de collaborateurs français, Presses universitaires de Rennes, 2015.
- L'épuration en France, Presses universitaires de France, coll. « Que sais-je ? », 2018

### Directions d'ouvrage
- Avec Luc Capdevila, Genre et événement. Du masculin et du féminin en histoire des crises et des conflits, Presses universitaires de Rennes, 2006.
- L'épuration économique à la Libération, Presses universitaires de Rennes, 2008.
- En codirection avec Jean LE BIHAN (dir.), Fonctionnaires dans la tourmente. Épurations administratives et transitions politiques à l’époque contemporaine, Éditions Georg, 2010, 299 p.